# Sineugraphe melanosticta
Sineugraphe melanosticta là một loài bướm đêm trong họ Noctuidae.